# Сен-Северин (церковь)
Церковь Сен-Северен (фр. Église Saint-Séverin) — католическая церковь Святого Северина в 5-м округе Парижа; расположена в районе Латинского квартала. Древнейшие части датируются XIII веком, в основном представляет памятник пламенеющей готики второй половины XV века. Содержит витражи XV—XX веков, исторический орган и старейший колокол Парижа.

## Расположение
Церковь находится в центре Парижа, на левом берегу Сены против острова Ситэ, в Латинском квартале, в 150 метрах от набережной у Малого моста. Вместе с относящимися к ней сооружениями (колокольней, клуатром, домом священника) и сквером Андре Лефевра она занимает прямоугольник, ограниченный улицами Святого Северина, Священников церкви Святого Северина, Пергаментной и Святого Иакова.

## История
- 1-я половина VI века: По легенде, в это время на левом берегу Сены рядом с часовней, посвящённой святому Мартину Турскому, поселяется монах-отшельник Северин (будущий святой Северин Парижский[фр.])[5]. Одним из его учеников становится постригшийся в монахи внук короля Хлодвига I, Хлодоальд. Позднее на месте часовни появляется небольшая церковь. В исторической памяти образ парижского отшельника довольно рано стал смешиваться с другими святыми с тем же именем, в результате чего в настоящее время церковь посвящена одному из них, Северину Агонскому[фр.][6].

- около 1030—1031: Указ Генриха I о передаче «церкви Святого Северина отшельника» в ведение парижского архиепископа[7].

- 1210: Первое письменное упоминание прихода Сен-Северин[8].

- XIII век: Население прилегающего к церкви Латинского квартала значительно увеличивается, возникает потребность в расширении церкви, производится её перестройка. Церковь строится в готическом стиле, с тремя нефами без трансепта и с колокольней.

- Начало XIV века: Пристраивается ещё один неф с южной стороны.

- 1347: Папа Климент VI выпускает индульгенции для сбора пожертвований на расширение церкви[9].

- 1412: Отливка одного из колоколов церкви. Он до сих пор находится в колокольне, носит имя Macée и является самым старым в Париже.

- 1448: В ходе Столетней войны церковь частично разрушается, вероятно, в результате пожара.

- 1452: Кардинал Гийом д’Эстутевилль выпускает индульгенции для сбора пожертвований на восстановление церкви[9].

- 1458: Папа Каликст III возобновляет выпуск индульгенций на восстановление церкви.

- 1452—1458: Начинается восстановление и перестройка церкви. От здания XIII—XIV веков сохраняются три первые западные секции (травеи) главного нефа и нижние ярусы колокольни. В остальном, на протяжении последующего полувека церковь перестраивается в стиле пламенеющей готики. К четырём ранее существовавшим нефам добавляется пятый, с северной стороны.

- 1487: Возведение верхних ярусов колокольни.

- 1489—1495: Сооружение полукруглой апсиды с двойным деамбулаторием.

- 1498—1520: Пристройка капелл к боковым нефам.

- 1643: Постройка второй сакристии.

- 1673: По заказу Анны де Монпансье архитектор Жюль Ардуэн-Мансар сносит три секции клуатра и возводит на их месте овальную капеллу Святого Причастия (в соответствии с церковной практикой поощрения частого причастия в период борьбы с янсенизмом).

- 1681—1684: Жан-Батист Тюби выполняет мраморную облицовку большой аркады хора по эскизу Шарля Лебрена за счет пожертвований Анны де Монпансье.

- 1745: Под руководством Клода Феррана строится новый большой орган.

- 1789—1794: В период Французской революции церковь закрывается для богослужения, в ней устраивается склад пороха и фуража.

- 1802: Церковь вновь открывается для верующих.

- 1835: Архитектор Жан-Батист Лассю[англ.] начинает реставрацию церкви.

- 1837—1839: На западном фасаде устанавливается портал, перенесённый из церкви Сен-Пьер-о-Беф[фр.].

- 1845: Лассю поручает мастеру Пьеру Буланже[фр.] изготовление кованой отделки дверей портала колокольни и дверей южного входа.

- 1841—1959: На стенах церкви выполняются многочисленные росписи.

- 1907: Снос домов, загораживавших вид на церковь со стороны улицы Сен-Жак.

- 1966: Ален Понсар, священник прихода Сан-Северин, заказывает новые витражи художнику Жану Базену.

- 1970: Установка витражей Жана Базена.

- 1992: Благодаря пожертвованию наследников художника Жоржа Руо в Капелле Святого Причастия размещается серия его гравюр Miserere.

## Архитектура

### Внешний вид

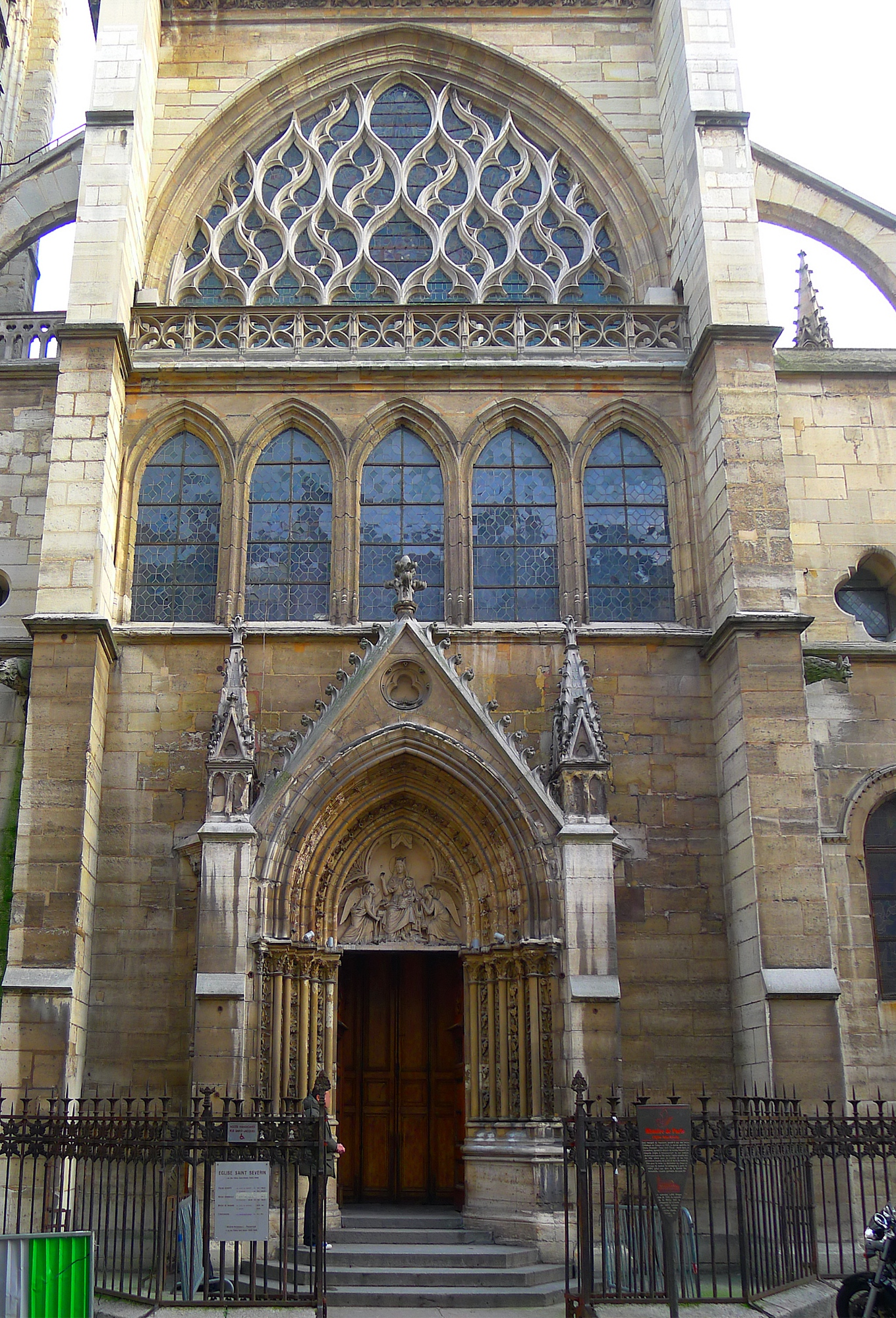
Главный фасад

Церковь составляет 58 метров в длину (с запада на восток) и 38 метров в ширину.
Главный (западный) фасад выходит на улицу Священников церкви Святого Северина. Его центральный вход обрамлен перспективным порталом, с пятью парами колонок и рельефным растительным орнаментом в виде виноградных лоз. Этот портал первоначально украшал церковь XIII века Сен-Пьер-о-Беф (см. История) на острове Сите, она была снесена в 1837—1839 годах при расширении Аркольской улицы, а портал был перенесён в церковь Святого Северина. В тимпане этого портала был позднее размещен рельеф, изображающий Богоматерь с Младенцем и двух коленопреклоненных ангелов, работы Жозефа-Мариуса Рамю (1805—1888).
Над порталом располагается пояс из пяти стрельчатых окон. Над ним — большое витражное окно (1482), функционально подобное окну-розе. Сложный рисунок его переплета, напоминающий языки пламени, характерен для стиля пламенеющей готики.
В северо-западном углу здания располагается колокольня. Её нижние ярусы относятся к XIII—XIV векам, верхние — ко второй половине XV века. В ней находится старейший колокол Парижа, отлитый в 1412 году (см. Колокола). Она имеет отдельный вход, так же украшенный порталом. В его тимпане — рельеф с изображением Мартина Турского, делящегося плащом с нищим (Жак-Леонард Майе, 1853). По легенде, в прошлом дверь этого входа была покрыта множеством подков, поскольку святой Мартин считался покровителем путешественников, и отправляющиеся в дальнюю поездку прибивали к дверям храма подкову или же прижигали копыто лошади ключом от его дверей. Заслуживает внимания декоративная кованая отделка дверей этого входа и входа на южном фасаде церкви, выполненная в 1845 году Пьером Буланже.
Северный фасад церкви идёт вдоль улицы Святого Северина. На его западном углу находится ниша со статуей Святого Северина работы Эмиля Тома (1817—1882), а на его восточном углу располагаются старая и новая сакристии.
На востоке церковь выходит на улицу Святого Иакова.
К юго-восточному углу церкви примыкает овальная капелла Святого Причастия (постройка 1673 года, см. История). В свою очередь к ней примыкает галерея клуатра, заканчивающаяся домом священника. С юга между галереей клуатра и Пергаментной улицей располагается сквер Андре Лефевра.
Своды церкви поддерживаются аркбутанами и контрфорсами. Водостоки украшены горгульями.

### Интерьер

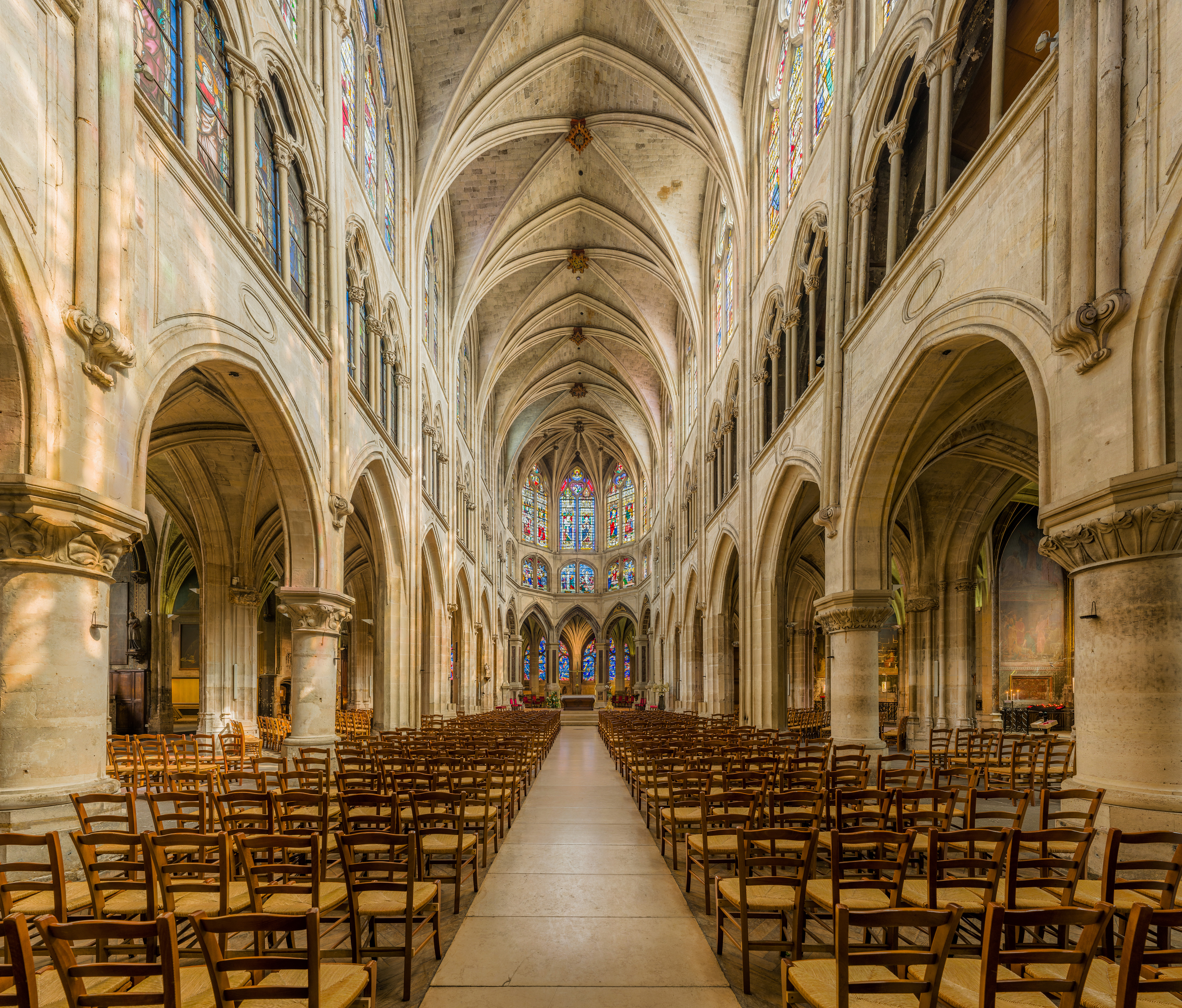
Главный неф

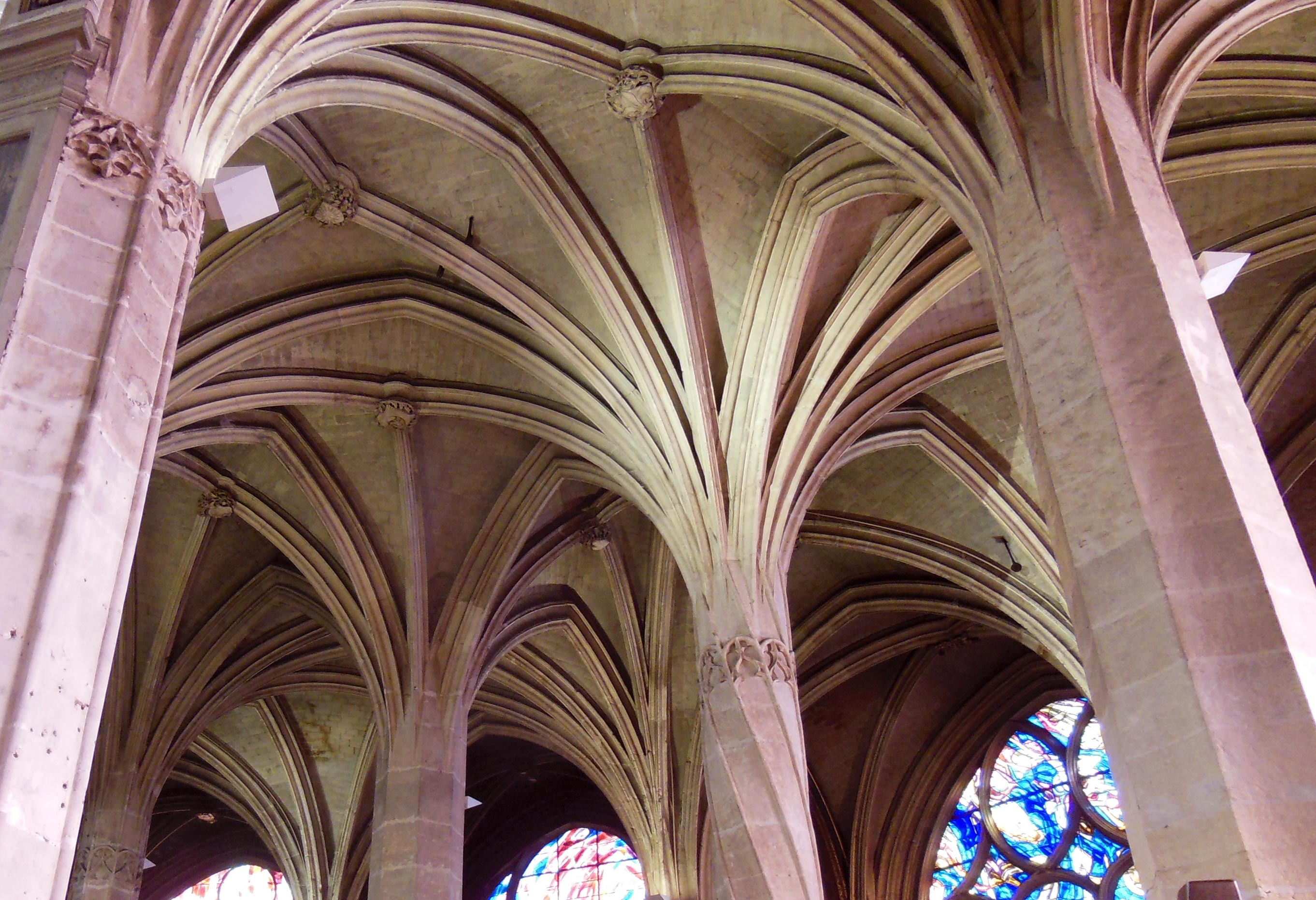
Своды деамбулатория

Церковь имеет пять нефов, трансепт отсутствует. Нижние ярусы трёх первых западных секций главного нефа датируются XIII веком, они опираются на круглые столбы с капителями с растительным орнаментом. Остальные секции главного нефа относятся ко второй половине XV века и опираются на профилированные квадратные столбы, не имеющие капителей. В основном так же выполнены и столбы между боковыми нефами, но в верхних частях двенадцати из них располагаются небольшие скульптурные группы, изображающие ангелов и людей в монашеских и светских одеждах со свитками в руках (вторая половина XV века). В главном нефе над арками нижнего яруса располагается трифорий, над ним — верхний ярус с витражными окнами XV и XIX века. Все пять нефов перекрыты четырёхчастными нервюрными сводами.
В восточной части располагается хор и полукруглая апсида с двойным обходом-деамбулаторием. Система нервюр его сводов имеет сложный план. Колонны между обходами в сечении восьмигранные (за исключением одной круглой), при этом грани центральной колонны винтообразно закручены.
К боковым нефам и апсиде примыкает ряд капелл.

## Витражи
Церковь содержит коллекцию витражей, созданных на протяжении шести веков. В их числе готические витражи XV века, витражи XIX века и восемь витражей XX века.

### Витражи XV века

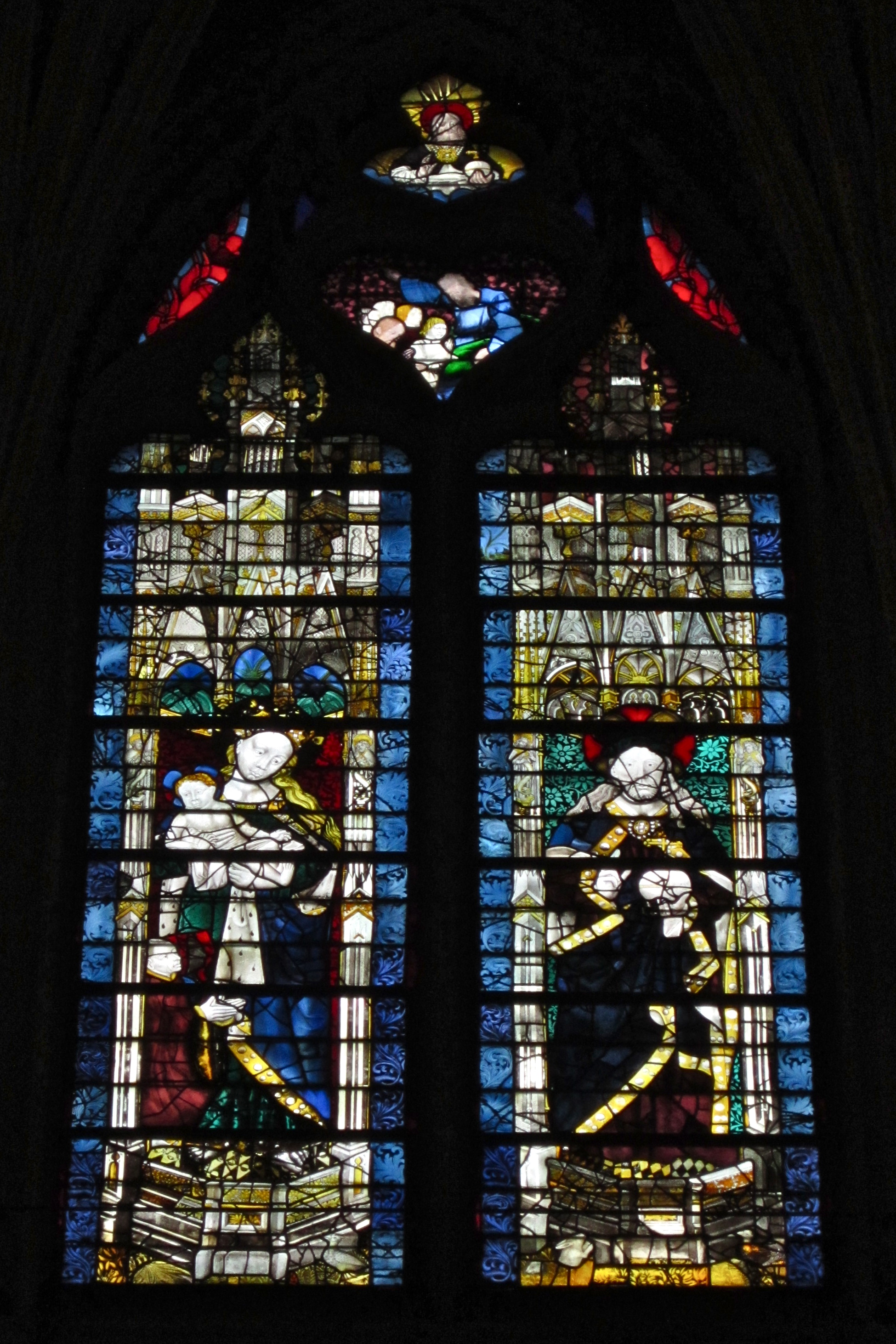
Центральный витраж хора. XV век. Слева Богоматерь с младенцем, справа Христос Спаситель мира.

В центральном окне западного фасада располагается витраж 1482 года «Древо Иессеево», в значительной степени скрытый корпусом органа.
В восточной части храма, в верхней части апсиды содержатся витражи второй половины XV века, изображающие слева направо: Иоанна Крестителя, архангела Михаила, Богоматерь с младенцем, Христа Спасителя мира, Иоанна Богослова и святого Мартина. Из них более ранними, относящимися к третьей четверти XV века, предположительно являются витражи с изображениями Богоматери, Христа и Иоанна Богослова. По мнению исследователей, эти три витража украшали первоначальную плоскую апсиду храма; при постройке новой полукруглой апсиды в 1489—1495 годах они были разобраны, а затем вновь установлены и дополнены тремя новыми витражами.
В верхних окнах главного нефа также имеются витражи второй половины XV века. Группа витражей северного фасада представляет Вознесение, святого Петра (слева, с ключом), Иоанна Крестителя (справа, с Агнцем). Другая группа витражей представляет Троицу (в центре; Бог-отец в образе царя, перед ним Христос на кресте и Святой дух в виде голубя), по сторонам изображены ангелы со свечами и донаторы. Внизу одного из витражей изображен святой Северин с двумя донаторами.

### Витражи XIX века
Большинство витражей нижнего и среднего ярусов, а также ряд витражей в верхних ярусах северного и восточного фасадов относятся ко второй половине XIX века. За исключением одного, все эти витражи выполнены по рисункам Эмиля Хирша. Любопытно, что на одном из витражей западного фасада в сцене благословения Христом детей в качестве донаторов изображены архитектор Шарль Гарнье и его жена.

### Витражи XX века

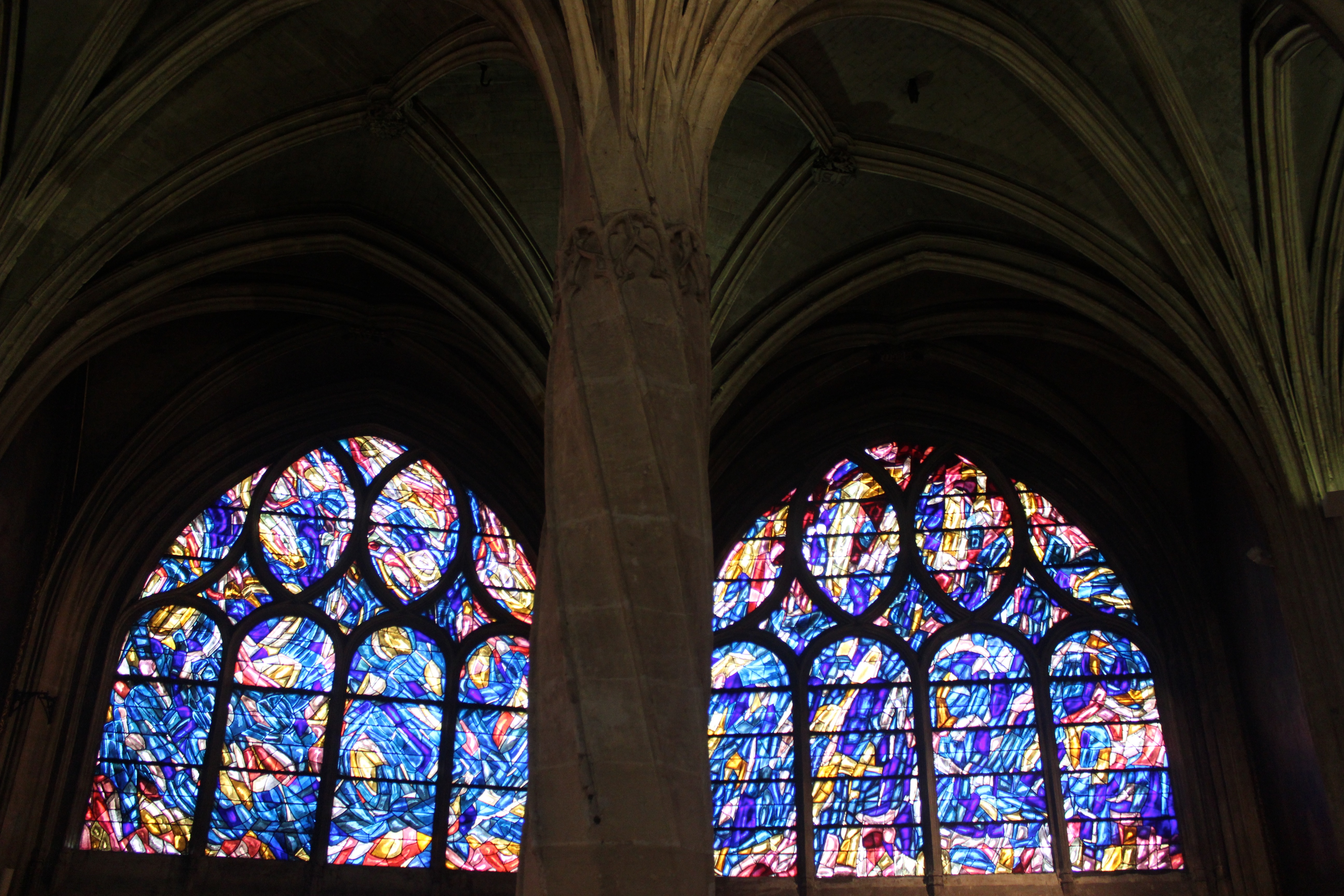
Крещение (витражи Ж. Базена, 1967—1970)

В 1970 году в церкви были установлены восемь новых витражей. Они находятся в деамбулатории и посвящены семи таинствам. Витражи были выполнены в период 1967—1970 годов Анри Дешане по эскизам Жана Базена в стиле абстрактного экспрессионизма. Два витража в центральной капелле представляют таинство крещения, они решены преимущественно в синем цвете, символически выражающем идею крещения водой, а также напоминающем о находившемся на этом месте в XV веке, до расширения церкви, колодце. Остальные витражи содержат больше красных и оранжевых тонов, ассоциирующихся с огнем духа. К северу от центральной капеллы, справа налево — Миропомазание, Бракосочетание, Елеосвящение. К югу, слева направо — Евхаристия, Покаяние, Священство.

## Скульптура и живопись

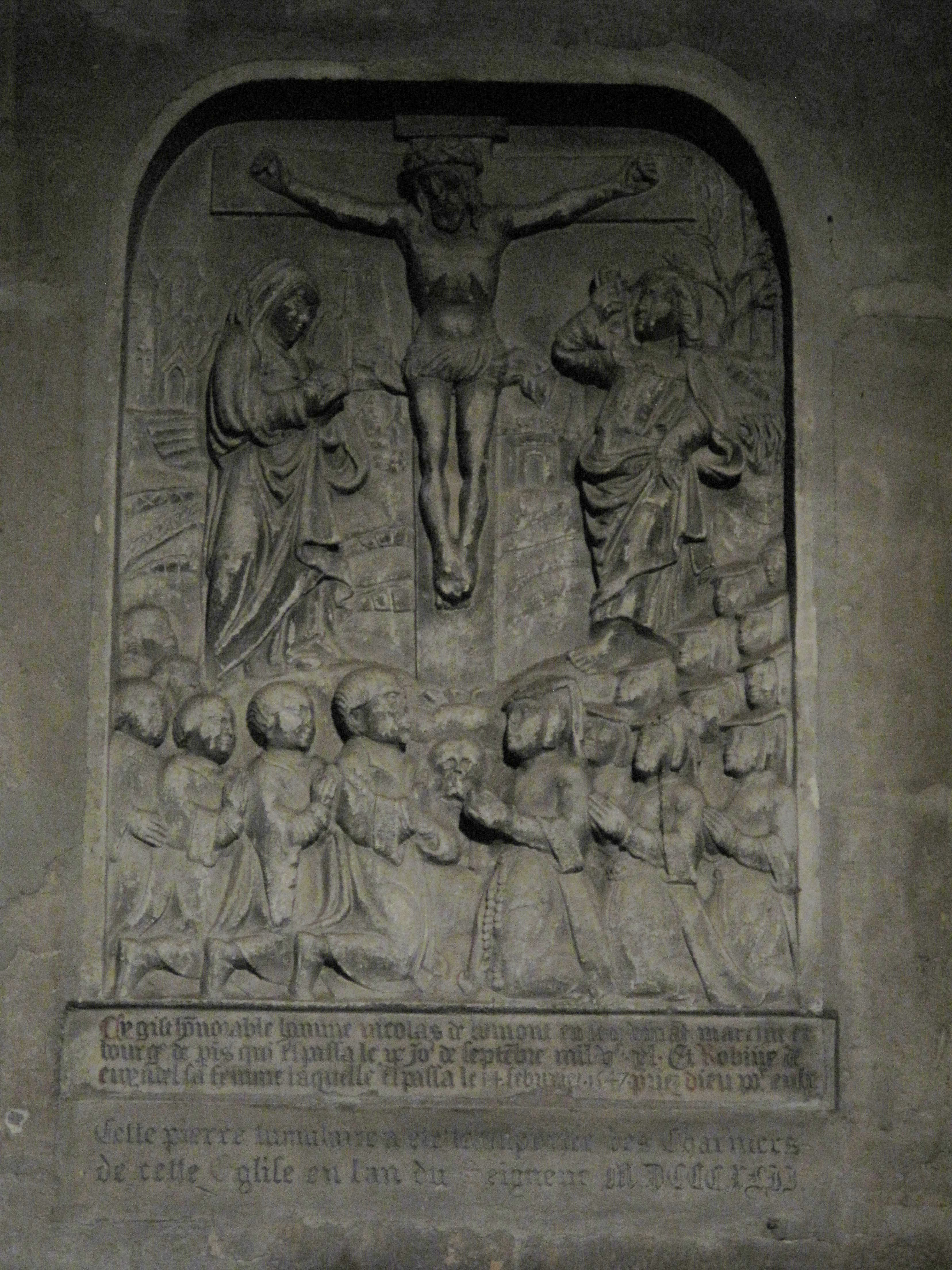
Надгробная плита четы де Бомон

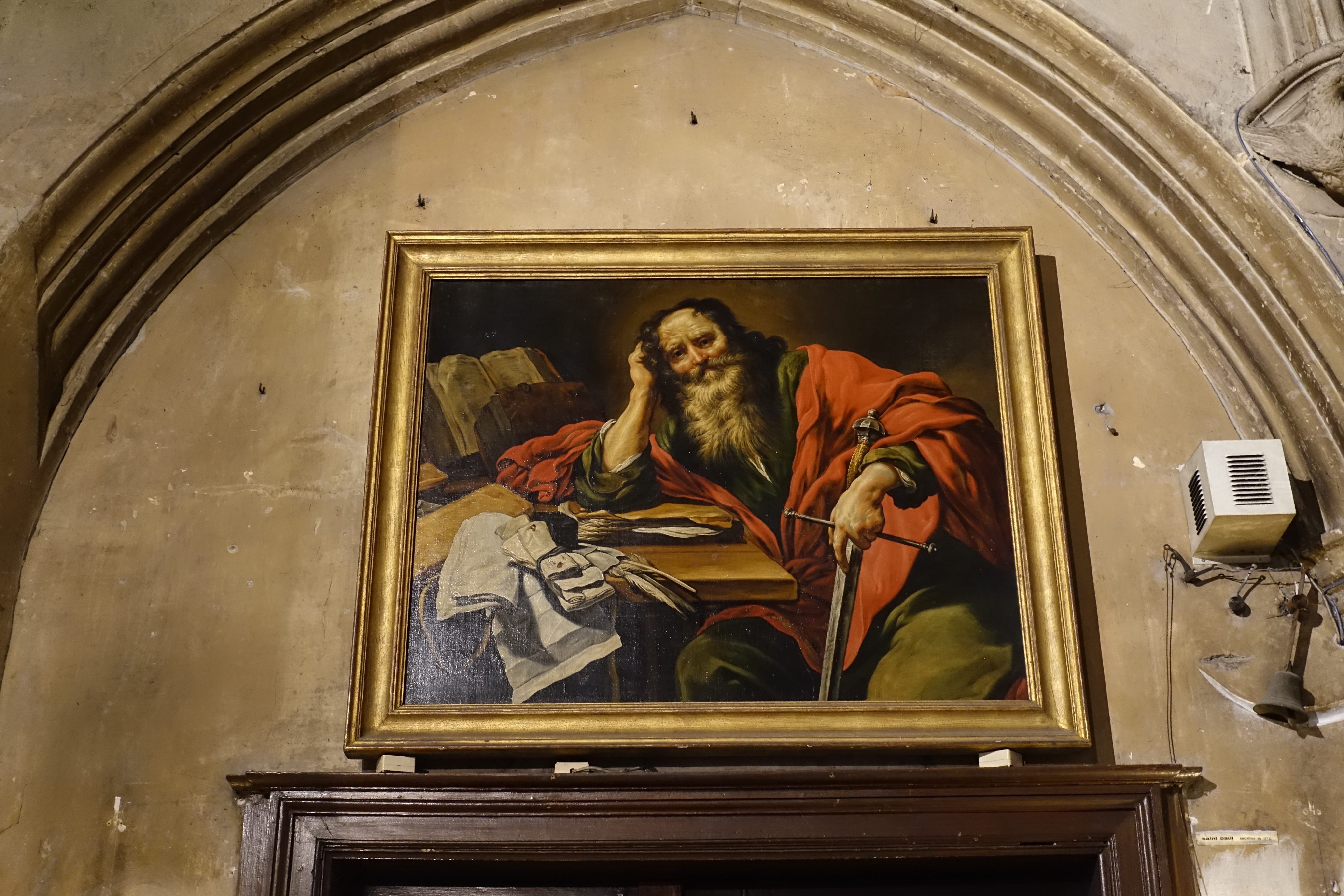
К. Виньон, «Святой Павел»

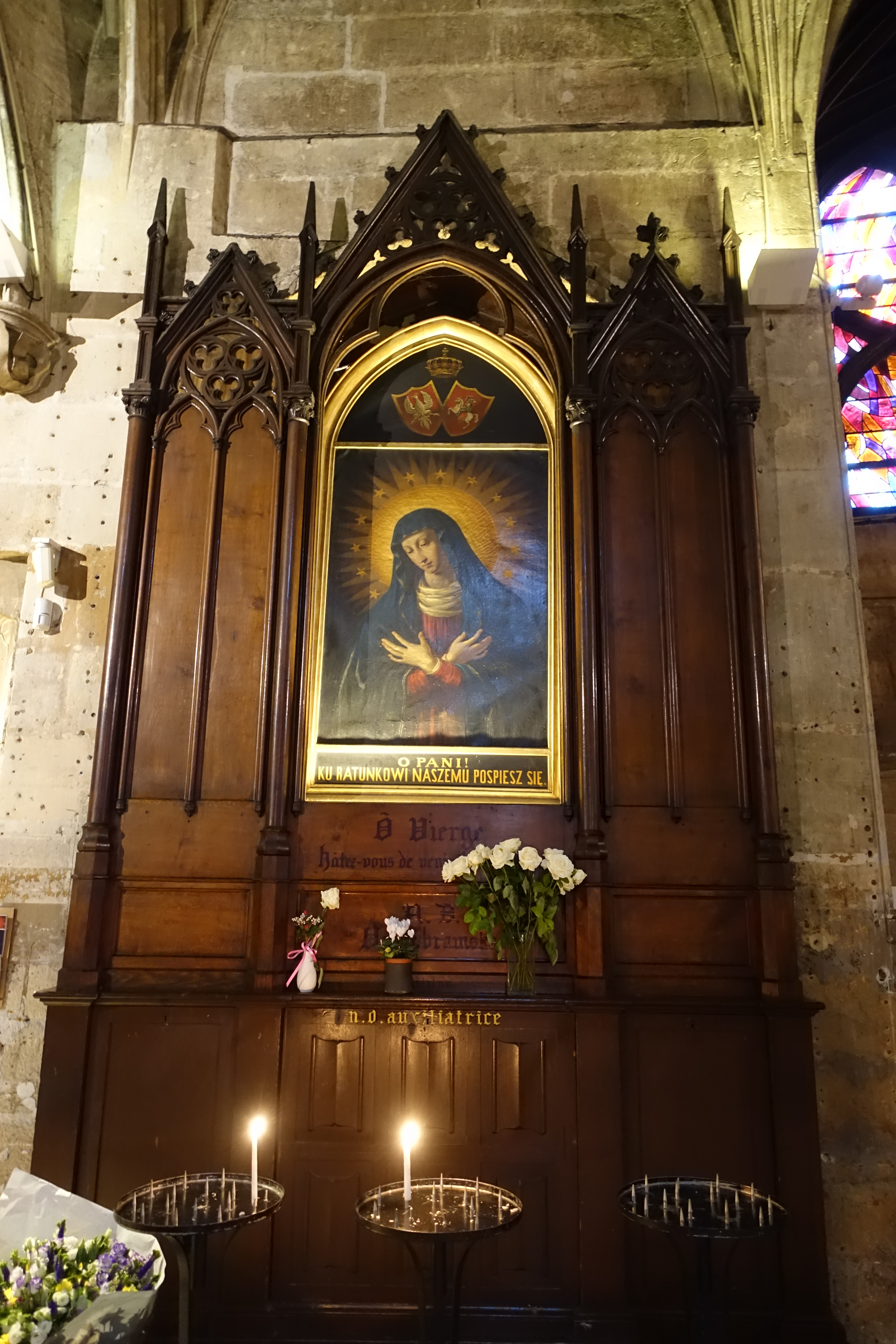
В. Ванькович, «Богоматерь Остробрамская»

Внутри церкви, в северную стену вмурована надгробная плита супружеской четы де Бомон. Рельеф на плите изображает Распятие, по сторонам от него Богоматерь и Иоанн Богослов, ниже — коленопреклоненные Никола де Бомон (парижский пивовар, ум. 1540 г.), его жена Робина (ум. 1547 г.) и их пятнадцать детей. Плита была перенесена с кладбища при церкви в начале XX века.
В центральной капелле апсиды установлена скульптура «Мадонна с Mладенцем» работы Шарля-Антуана Бридана. Над входом в сакристию помещена картина Клода Виньона (1593—1670) «Святой Павел». В церкви также имеются иконный образ «Богоматерь Остробрамская» (около 1840—1842) работы Валентия Ваньковича, переданная церкви Анджеем Товяньским, и список иконы Богоматери Владимирской.
В капеллах церкви имеется значительное количество настенной живописи XIX века различной степени сохранности, в частности, «Тайная вечеря» (1841) Ипполита Фландрена в капелле святого Иоанна, «Святая Женевьева раздаёт хлеб нищим» (1850) Александра Эсса в капелле Святой Женевьевы, «Моровая язва в Израиле» (около 1854) Жана Леона Жерома и др..

## Орган

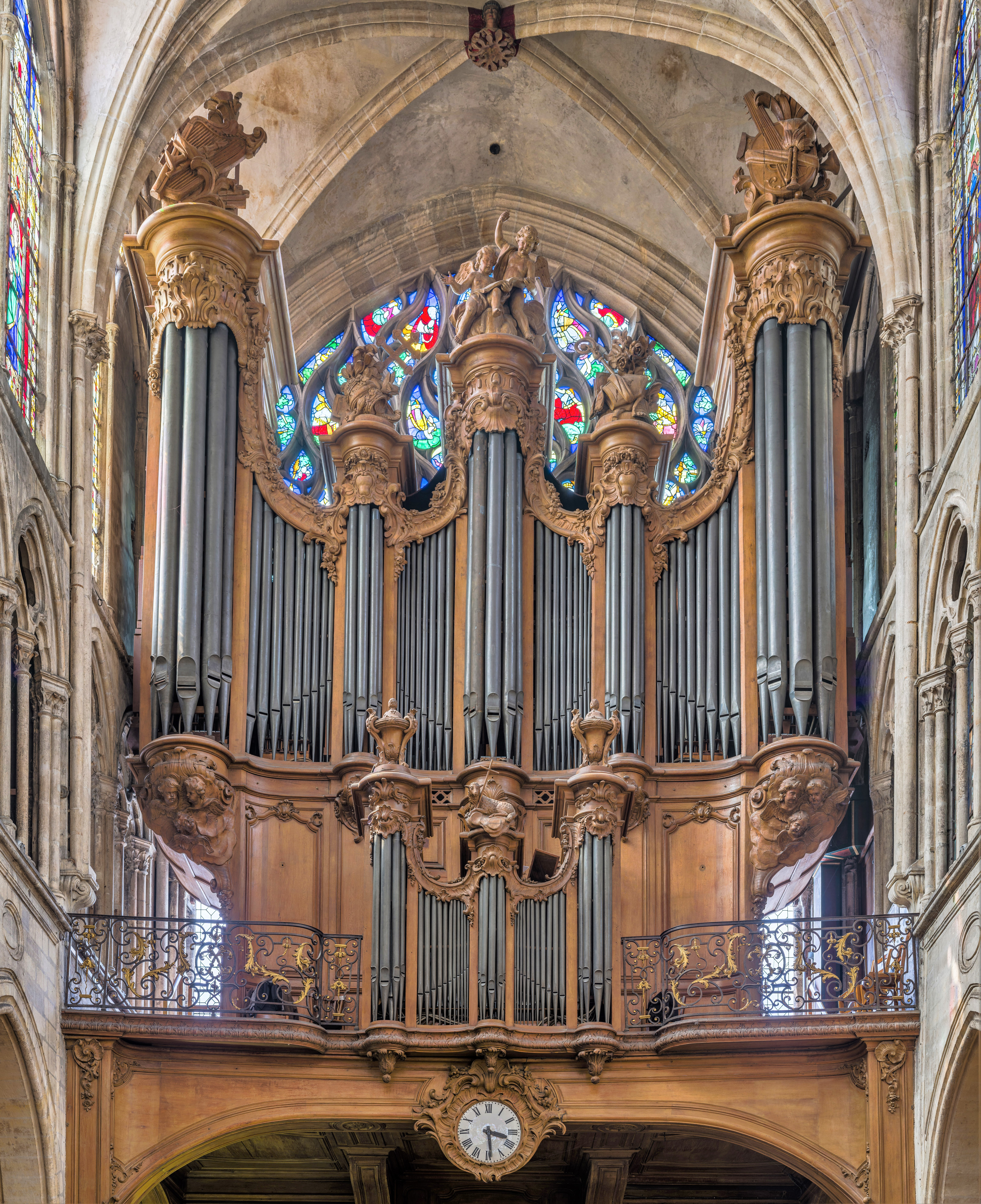
Главный орган

Предположительно, в церкви был орган ещё в XIV веке. В начале XVI века он был обновлен. В 1623 году в церкви работал органный мастер Валеран де Эман, сохранился составленный им частичный перечень регистров органа. Следующая перестройка была произведена в период 1670—1673 годов Шарлем и Александром Тьерри, к этому времени орган имел 29 регистров. В последней четверти XVII века органистом церкви был Марен де ла Герр (1658—1704; сын органиста Мишеля де ла Герр и муж клавесинистки Элизабет Жаке де ла Герр).
В 1745 году Клод Ферран построил новый орган с использованием прежних труб. Его обильно декорированный деревянный корпус, сохранившийся до сих пор, был изготовлен столяром Франсуа Дюпре и скульптором Жаком-Франсуа Фишоном (или Жаком-Клодом Пишоном).
В 1825 году по инициативе Пьера-Франсуа Даллери была произведена очередная реконструкция органа. На обновленном классическом инструменте впоследствии играли Форе и Сен-Санс. Сен-Санс собенно любил этот инструмент и в 1897 году стал почётным органистом церкви.
В 1889 году орган перестроен фирмой Эбби.
В 1958 году инструмент был вновь перестроен Альфредом Керном и Филиппом Хартманом.
Последние масштабные ремонтные и реставрационные работы производились над органом в 2010—2011 годах группой мастеров под руководством Квентина Блюменредера.
Помимо главного органа в церкви имеется второй орган в хоре, построенный в 1966 году Филиппом Хартманом.
Изданы три компакт-диска с записями органной музыки, исполнявшейся в церкви Андре Изуаром и другими органистами.
С 1964 по 2004 титулярным органистом церкви был Мишель Шапюи. В 2018 этот пост занимают Франсуа Эспинас, Кристоф Манту, Гийом Нюсбаум и Вероник Ле Гуэн.

## Колокола
В колокольне церкви находится старейший из сохранившихся колоколов Парижа. Он был отлит в 1412 году мастером Тома де Кавиль (Thomas de Caville), крещен и наречен Масэ (Macée). Его главный тон — до-диез малой октавы.
Другие колокола (год отливки, диаметр, имя, жертвователь):
- 1551, 5 футов 10 дюймов
- 1612, 4 фута 2 дюйма
- 1612, 3 фута 10 дюймов
- 1669, 3 фута 7,5 дюйма, «Анна-Мария-Луиза», герцогиня Монпансье и др.
- неизв., 2 фута
- 1697, 1 фут 8 дюймов, «Мария Магдалина», Жан Лизо (священник прихода Сен-Северин)

## Клуатр

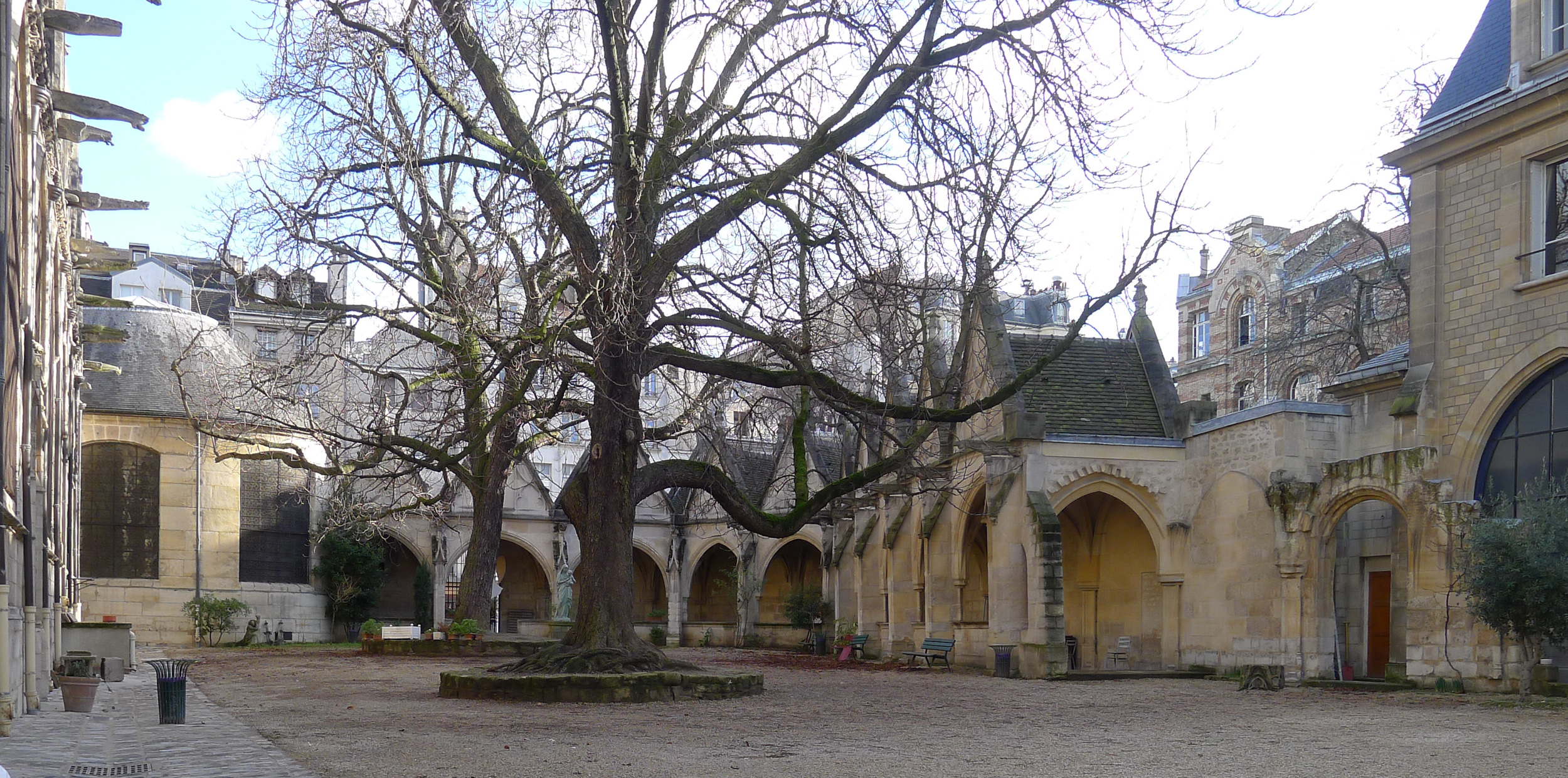
Клуатр. Слева направо: южный фасад церкви, капелла Святого Причастия, аркада галереи, дом священника.

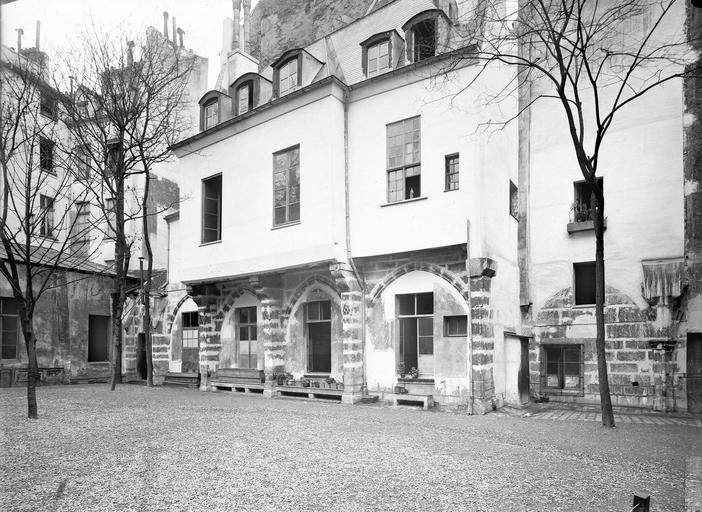
Клуатр перед реконструкцией 1920-х.

Участок земли, примыкающий к церкви с юга, не позднее середины XIII века начал использоваться как кладбище. Около 1430 года он был окружен с востока и юга галереей. Поскольку площадь этого кладбища была очень мала, здесь практиковалась процедура освобождения места для новых захоронений, типичная для многих городских кладбищ средневековой Европы — из наиболее старых захоронений останки извлекались, кости очищались и складывались в помещения галереи, которые выполняли роль оссуариев.
В 1673 на месте трёх крайних северных секций галереи была построена капелла Святого Причастия (см. История). В 1674 захоронения были запрещены, а оссуарии закрыты. Тем самым бывшее кладбище превратилось в клуатр. В 1699 оставшиеся арки галереи были украшены витражами. В начале XIX века на месте двух крайних западных секций галереи был построен дом священника.
В 1920-х были разобраны жилые верхние этажи галереи, а нижние получили щипцовые завершения.

## Сквер Андре Лефевра
С юга к клуатру примыкает сквер, названный в честь французского литератора и философа Андре Лефевра (1834—1904). В сквере установлен бюст бельгийского поэта Эмиля Верхарна (1855—1916), высажены японские софоры и катальпы.